# ببخشش (ترانه رد هات چیلی پپرز)
«ببخشش» تک‌آهنگی از رد هات چیلی پپرز است که در سال ۱۹۹۱ میلادی منتشر شد. این ترانه درباره تشویق به بخشیدن اموال به دیگران است.
این تک‌آهنگ در چارت‌های بریتانیا جزو ده ترانه اول قرار گرفت.